# Pajares de la Laguna
Pajares de la Laguna is een gemeente in de Spaanse provincie Salamanca in de regio Castilië en León met een oppervlakte van 9,62 km². Pajares de la Laguna telt 116 inwoners (1 januari 2016).

## Demografische ontwikkeling
Bron: INE, 1857-2011: volkstellingen